# Lilla Axsjön (Lerbäcks socken, Närke)
Lilla Axsjön är en sjö i Askersunds kommun i Närke och ingår i Motala ströms huvudavrinningsområde.